# 인명여자고등학교
인명여자고등학교(仁明女子高等學校)는 대한민국 인천광역시 미추홀구 관교동에 있는 사립 고등학교이다.

## 학교 연혁
- 1988년 6월 30일 : 학교법인 인성학원 인가
- 1988년 11월 3일 : 인명여자고등학교 설립 인가
- 1989년 1월 12일 : 인명여자고등학교 교사 준공 (4,013.7m2)
- 1989년 3월 4일 : 제1회 입학식
- 1989년 9월 16일 : 초대 안상수 교장 취임
- 1990년 10월 31일 : 별관 건물 준공 (1,197m2)
- 1992년 2월 10일 : 제1회 졸업식 (졸업인원 431명)
- 1992년 11월 19일 : 강당(체육관) 증축 공사 준공 (598.85m2)
- 1994년 3월 10일 : 신관(도서관) 준공 (736.10m2)
- 1996년 9월 30일 : 생활관 준공 및 입소식 (272.85m2)
- 1997년 6월 22일 : 중앙 집중식 난방시설 및 식당 준공
- 1999년 9월 7일 : 학교법인 相明學園으로 명칭 변경
- 2002년 2월 28일 : 신관 및 본관 5층 증축건물 준공
- 2003년 5월 24일 : 도서관 개관
- 2004년 9월 16일 : 예지관 준공
- 2011년 4월 28일 : 송림학사 준공
- 2020년 3월 1일 : 제9대 안성기 교장 취임
- 2021년 2월 3일 : 제30회 졸업식(졸업인원 304명, 졸업총인원 15,474명)
- 2023년 11월 7일 : 제5대 이정화 이사장 취임

## 참고 자료
- 인명여자고등학교 - 한국교육학술정보원 학교알리미